# Michel Vautrot
Michel Vautrot (Saint-Vit, 1945. október 23.–) francia nemzetközi labdarúgó-játékvezető. Egyéb foglalkozása: az oktatási minisztérium szakmai felügyelője.

## Pályafutása

### Nemzeti játékvezetés
Gyermekkorát mindenféle betegségekkel telítve, a mozgástól eltiltva vészelte át. Unalmas perceiben a labdarúgás helyzetét, szabályait tanulmányozta, valóságos kis szakértővé vált. Egy napon aztán betoppant egy aprócska futballtornára. Persze nem játszani, hanem nézőként. A tornára nem érkezett meg a hivatalos játékvezető, ezért a nézők közül választottak egy szükség játékvezetőt. Nem volt nehéz, mert csak Vautrot üldögélt a nézőtéren. Némi habozás után kezébe vette a sípot, és tizennégy évesen ragyogóan levezette a mérkőzéseket. A játékvezetői vizsgát hivatalosan 1963-ban tette le, 1971-ben az országos, majd 1973-ban hazája legfelső szintű labdarúgó-bajnokságának játékvezetői keretébe került. Tevékenységének idején az első számú francia játékvezető volt. Több száz első és második ligás bajnoki mérkőzést irányított. Az aktív nemzeti játékvezetői pályafutását 1991-ben fejezte be.
A játékvezetésről vallott nézete: Vannak kiválóan képzett, jellemes játékvezetők, akik mindig képesek tudásuk legjavát adni. A többi a pillanatnyi formán és a szerencsén múlik. Feljutni nehéz, de fennmaradni sem könnyű. A létra tetején sokkal nehezebb egyensúlyozni, mint odalent, az első fokon. A játékvezető voltaképpen szerencsétlen nyúl. A mező egyik oldaláról a vadászok lőnek rá, a másik oldalról a farkasfalka üldözi. Egyetlen lehetősége van: nem szabad nyúl módjára viselkednie.[forrás?]
Véleménye a játékvezetői bírálatokról: Bírálni könnyű, cselekedni nehéz. Az emberek rendszerint azt veszik észre, ami rosszul megy. A jó valahogy természetesnek tűnik. Csakhogy az átlagos szurkoló ritkán gondol arra, hogy vannak könnyű mérkőzések, és vannak, amelyek szinte elbírálhatatlanok, vannak, amikor partnerek a játékban a játékosok, és vannak, hogy a játékvezető semmilyen megoldása sem felel meg a pillanatnyi légkörben.[forrás?]
| Időpont | Helyszín                      | Mérkőzés típusa          | Mérkőzés                        | Eredmény |
| ------- | ----------------------------- | ------------------------ | ------------------------------- | -------- |
| 1991.   | Marcel Saupin Stadion, Nantes | utolsó bajnoki mérkőzése | Nice OGC–Olympique de Marseille | 0 : 1    |

#### Nemzeti kupamérkőzések
Vezetett Kupa-döntők száma: 5.

##### Francia labdarúgókupa
Előtte négy másik játékvezetőnek adatott meg, hogy többször vezethettek döntő találkozót. Amikor  Vautrot lett a francia JB elnöke, testületével olyan határozatot hozott, hogy egy játékvezető csak egy kupadöntőt irányíthat, így több kiemelkedő képességű sportember nevéhez fűződik a döntő irányítása. A rosszindulatú sajtó rögtön megbélyegezte, hogy szeretné bebetonozni egyéni rekordját, pedig a testület döntése pontosan azt érvényesítette, hogy ne fordulhasson elő, hogy egy játékvezető uralja a torna döntőjének vezetői pozícióját. Ezt az utasítást a JB testülete 2006-ban újra megerősítette.
| Időpont          | Helyszín                     | Mérkőzés típusa | Mérkőzés                                        | Eredmény | Nézők száma |
| ---------------- | ---------------------------- | --------------- | ----------------------------------------------- | -------- | ----------- |
| 1979. június 16. | Princes Park Stadion, Párizs | döntő           | FC Nantes–AJ Auxerre                            | 4 : 1    | 46 070      |
| 1982. május 15.  | Princes Park Stadion, Párizs | döntő           | Paris Saint-Germain FC–AS Saint-Étienne         | 2 : 2    | 46 160      |
| 1983. június 11. | Princes Park Stadion, Párizs | döntő           | Paris SG–FC Nantes                              | 3 : 2    | 46 023      |
| 1984. május 14.  | Princes Park Stadion, Párizs | döntő           | FC Metz–AS Monaco FC                            | 2 : 0    | 45 384      |
| 1987. június 10. | Princes Park Stadion, Párizs | döntő           | FC Girondins de Bordeaux–Olympique de Marseille | 2 : 0    | 45 429      |

### Nemzetközi játékvezetés
A Francia labdarúgó-szövetség Játékvezető Bizottsága (JB) terjesztette fel nemzetközi játékvezetőnek, a Nemzetközi Labdarúgó-szövetség (FIFA) 1975-től tartotta nyilván bírói keretében. A FIFA JB központi nyelvei közül a franciát, az angolt és a németet beszéli. Több nemzetek közötti válogatott, világbajnoki, Európa-bajnoki és klubmérkőzést vezetett, vagy működő társának partbíróként segített. A francia nemzetközi játékvezetők rangsorában, a világbajnokság-Európa-bajnokság sorrendjében többedmagával az 1. helyet foglalja el 27 találkozó szolgálatával. Európai-kupamérkőzések irányítójaként az örök ranglistán a 21. helyet foglalja el 48 találkozó vezetésével. Nemzetközi pozíciójától 1990-ben búcsúzott. Válogatott mérkőzéseinek száma: 32.

#### Labdarúgó-világbajnokság

##### U20-as labdarúgó-világbajnokság
Tunézia rendezték az első, az 1977-es ifjúsági labdarúgó-világbajnokságot, ahol a FIFA JB bírói szolgálattal bízta meg.

###### 1977-es ifjúsági labdarúgó-világbajnokság
| Időpont          | Helyszín                 | Mérkőzés típusa              | Mérkőzés             | Eredmény |
| ---------------- | ------------------------ | ---------------------------- | -------------------- | -------- |
| 1977. június 27. | Olimpiai Stadion, Szúza  | csoportmérkőzés (C. csoport) | Brazília–Irán        | 5 : 1    |
| 1977. július 1.  | Városi Stadion, Szfaksz  | csoportmérkőzés (D. csoport) | Paraguay–Szovjetunió | 1 : 2    |
| 1977. július 10. | El Menzah Stadion, Rades | döntő                        | Mexikó–Szovjetunió   | 0 : 3    |

---
Négy világbajnoki döntőhöz vezető úton Argentínában a XI., az 1978-as labdarúgó-világbajnokságra, Spanyolországba a XII., az 1982-es labdarúgó-világbajnokságra és Olaszországba a XIV., az 1990-es labdarúgó-világbajnokságra a FIFA JB játékvezetőként alkalmazta. Mexikóban a XIII., az 1986-os labdarúgó-világbajnokságon Joël Quiniou képviselte Franciaországot. Spanyolországban a FIFA elvárásának megfelelően, ha nem vezetett, akkor valamelyik működő társának segített partbíróként. Spanyolországban kettő esetben tevékenykedett partbíróként. Az első alkalommal az Argentína–Magyarország (4:1) csoporttalálkozón, majd az egyik középdöntőben lengetett. Olaszországban a nyitómérkőzéssel kezdett. A döntőben az Argentína – NSZK (0:1) találkozón Edgardo Codesal Méndez tartalék játékvezetője lehetett. Egy játékvezető számára a világbajnoki döntőn való részvétel jutalom és nem járandóság. A nemzetközi szakma egyértelműen őt tekintette a világbajnoki döntő bírájának. Ki tudja, miért döntöttek úgy a FIFA JB illetékesei, hogy "csak" tartalék" legyen. Talán egy előző mérkőzés emléke okozta..? Világbajnokságon vezetett mérkőzéseinek száma: 5 + 4 (partjelzés).

##### 1978-as labdarúgó-világbajnokság

###### Selejtező mérkőzés
| Időpont           | Helyszín                 | Mérkőzés típusa   | Mérkőzés          | Eredmény | Nézők száma |
| ----------------- | ------------------------ | ----------------- | ----------------- | -------- | ----------- |
| 1977. október 16. | Központi Stadion, Sydney | AFC/OFC zónadöntő | Ausztrália–Kuvait | 1 : 2    |             |

##### 1982-es labdarúgó-világbajnokság

###### Selejtező mérkőzés
| Időpont            | Helyszín                           | Mérkőzés típusa           | Mérkőzés                  | Eredmény | Nézők száma |
| ------------------ | ---------------------------------- | ------------------------- | ------------------------- | -------- | ----------- |
| 1980. december 6.  | Leoforos Alexandras Stadion, Athén | előselejtező (5. csoport) | Görögország–Olaszország   | 0 : 2    | 25 000      |
| 1981. október 28.  | Dinamo Stadion, Tbiliszi           | előselejtező (3. csoport) | Szovjetunió–Csehszlovákia | 2 : 0    | 75 000      |
| 1981. november 11. | Vasil Levski Stadion, Szófia       | előselejtező (1. csoport) | Bulgária–Ausztria         | 0 : 0    | 55 000      |

###### Világbajnoki mérkőzés
| Időpont          | Helyszín                      | Mérkőzés típusa              | Mérkőzés                  | Eredmény | Nézők száma |
| ---------------- | ----------------------------- | ---------------------------- | ------------------------- | -------- | ----------- |
| 1982. június 14. | Marcel Saupin Stadion, Nantes | csoportmérkőzés (A. csoport) | Lengyelország–Olaszország | 0 : 0    | 33 000      |
| 1982. július 1.  | Nou Camp Stadion, Barcelona   | csoportmérkőzés (A. csoport) | Belgium–Szovjetunió       | 0 : 1    | 45 000      |

##### 1986-os labdarúgó-világbajnokság

###### Selejtező mérkőzés
| Időpont              | Helyszín                               | Mérkőzés típusa              | Mérkőzés                   | Eredmény | Nézők száma |
| -------------------- | -------------------------------------- | ---------------------------- | -------------------------- | -------- | ----------- |
| 1984. szeptember 26. | Népstadion, Budapest                   | előselejtező (5. csoport)    | Magyarország–Ausztria      | 3 : 1    | 45 000      |
| 1985. február 27.    | Ramón Sánchez Pizjuán Stadion, Sevilla | előselejtező (7. csoport)    | Spanyolország–Skócia       | 1 : 0    | 70 410      |
| 1985. szeptember 11. | Atatürk Stadion, İzmir                 | előselejtező (3. csoport)    | Törökország–Észak-Írország | 0 : 0    | 32 500      |
| 1985. november 15.   | Abbasiyyin Stadion, Damaszkusz         | AFC zónadöntő első találkozó | Szíria–Irak                | 0 : 0    | 25 000      |

##### 1990-es labdarúgó-világbajnokság

###### Selejtező mérkőzés
| Időpont              | Helyszín                            | Mérkőzés típusa             | Mérkőzés                 | Eredmény | Nézők száma |
| -------------------- | ----------------------------------- | --------------------------- | ------------------------ | -------- | ----------- |
| 1988. szeptember 14. | Windsor Park Stadion, Belfast       | előselejtező (6. csoport)   | Észak-Írország–Írország  | 0 : 0    | 19 873      |
| 1989. május 10.      | İnönü Stadion, Isztambul            | előselejtező (3. csoport)   | Törökország–Szovjetunió  | 0 : 1    | 45 000      |
| 1989. október 15.    | Metropolitano Stadion, Barranquilla | CONMEBOL/OFC zónaközi döntő | Kolumbia–Izrael          | 1 : 0    | 65 000      |
| 1989. november 15.   | Müngersdorfer Stadion, Köln         | előselejtező (4. csoport)   | Nyugat-Németország–Wales | 2 : 1    | 60 300      |

###### Világbajnoki mérkőzés
| Időpont          | Helyszín                        | Mérkőzés típusa                      | Mérkőzés              | Eredmény | Nézők száma |
| ---------------- | ------------------------------- | ------------------------------------ | --------------------- | -------- | ----------- |
| 1990. június 8.  | Giuseppe Meazza Stadion, Milánó | nyitómérkőzés-selejtező (B. csoport) | Argentína–Kamerun     | 0 : 1    | 74 000      |
| 1990. június 21. | Della Favorita Stadion, Palermo | csoportmérkőzés (F. csoport)         | Hollandia–Írország    | 1 : 1    | 33 000      |
| 1990. július 3.  | San Paolo Stadion, Nápoly       | egyik elődöntő                       | Argentína–Olaszország | 1 : 1    | 60 000      |

#### Labdarúgó-Európa-bajnokság
Három európai-labdarúgó torna döntőjéhez vezető úton Olaszországba a VI., az 1980-as labdarúgó-Európa-bajnokságra, Franciaországba a VII., az 1984-es labdarúgó-Európa-bajnokságra és a Német Szövetségi Köztársaságba a VIII., az 1988-as labdarúgó-Európa-bajnokságra az UEFA JB játékvezetőként foglalkoztatta. A 8. labdarúgó-Európa-bajnokság döntőjét, első franciaként vezethette.

##### 1980-as labdarúgó-Európa-bajnokság

###### Selejtező mérkőzés
| Időpont        | Helyszín                      | Mérkőzés típusa           | Mérkőzés       | Eredmény | Nézők száma |
| -------------- | ----------------------------- | ------------------------- | -------------- | -------- | ----------- |
| 1979. május 2. | Marcel Saupin Stadion, Dublin | előselejtező (1. csoport) | Írország–Dánia | 2 : 0    | 35 000      |

##### 1984-es labdarúgó-Európa-bajnokság

###### Selejtező mérkőzés
| Időpont              | Helyszín                       | Mérkőzés típusa           | Mérkőzés                 | Eredmény | Nézők száma |
| -------------------- | ------------------------------ | ------------------------- | ------------------------ | -------- | ----------- |
| 1983. április 16.    | Augusztus 23 Stadion, Bukarest | előselejtező (5. csoport) | Románia–Olaszország      | 1 : 0    | 80 000      |
| 1983. szeptember 21. | Råsunda Stadion, Stockholm     | előselejtező (5. csoport) | Svédország–Csehszlovákia | 1 : 0    | 20,546      |
| 1983. november 16.   | Kuip Stadion, Rotterdam        | előselejtező (7. csoport) | Hollandia–Spanyolország  | 2 : 1    | 58 000      |

###### Európa-bajnoki mérkőzés
| Időpont          | Helyszín                     | Mérkőzés típusa              | Mérkőzés                 | Eredmény | Nézők száma |
| ---------------- | ---------------------------- | ---------------------------- | ------------------------ | -------- | ----------- |
| 1984. június 17. | Vélodrome Stadion, Marseille | csoportmérkőzés (B. csoport) | Portugália–Spanyolország | 1 : 1    | 30 000      |

##### 1988-as labdarúgó-Európa-bajnokság

###### Selejtező mérkőzés
| Időpont            | Helyszín                                            | Mérkőzés típusa           | Mérkőzés               | Eredmény | Nézők száma |
| ------------------ | --------------------------------------------------- | ------------------------- | ---------------------- | -------- | ----------- |
| 1987. február 14.  | Nemzeti Stadion, Lisszabon                          | előselejtező (2. csoport) | Portugália–Olaszország | 0 : 1    | 32 500      |
| 1987. április 1.   | Constant Vanden Stock Parc Astrid Stadion, Brüsszel | előselejtező (7. csoport) | Belgium–Skócia         | 4 : 1    | 26 650      |
| 1987. november 11. | Crvene Zvezde Stadion, Belgrád                      | előselejtező (4. csoport) | Jugoszlávia–Anglia     | 1 : 4    | 49 774      |

###### Európa-bajnoki mérkőzés
| Időpont          | Helyszín                  | Mérkőzés típusa              | Mérkőzés              | Eredmény | Nézők száma |
| ---------------- | ------------------------- | ---------------------------- | --------------------- | -------- | ----------- |
| 1988. június 17. | Olimpiai Stadion, München | csoportmérkőzés (A. csoport) | NSZK–Spanyolország    | 2 : 0    | 72 308      |
| 1988. június 25. | Olimpiai Stadion, München | döntő                        | Hollandia–Szovjetunió | 2 : 0    | 72 308      |

#### Ázsia-kupa
Az Ázsiai Labdarúgó-szövetség (AFC) felkérésére, a Katarban otthont adó, az 1988-as Ázsia-kupára a FIFA bírói szolgálattal bízta meg.

##### 1988-as Ázsia-kupa

###### Ázsia-kupa mérkőzés
| Időpont            | Helyszín               | Mérkőzés típusa              | Mérkőzés               | Eredmény | Nézők száma |
| ------------------ | ---------------------- | ---------------------------- | ---------------------- | -------- | ----------- |
| 1988. december 2.  | al-Ahli Stadion, Doha  | csoportmérkőzés (A. csoport) | Irán–Katar             | 2 : 0    | 20 000      |
| 1988. december 5.  | al-Ahli Stadion, Doha  | csoportmérkőzés (B. csoport) | Szaúd-Arábia–Kuvait    | 0 : 0    |             |
| 1988. december 11. | Katar SC Stadion, Doha | csoportmérkőzés (B. csoport) | Bahrein–Szíria         | 0 : 1    |             |
| 1988. december 18. | al-Ahli Stadion, Doha  | döntő                        | Dél-Korea–Szaúd-Arábia | 0 : 0    | 20 000      |

#### Stanley Rous Kupa
| Időpont           | Helyszín                      | Mérkőzés típusa | Mérkőzés      | Eredmény |
| ----------------- | ----------------------------- | --------------- | ------------- | -------- |
| 1985. május 25.   | Hampden Park Stadion, Glasgow | döntő           | Skócia–Anglia | 1 : 0    |
| 1986. április 23. | Wembley Stadion, London       | döntő           | Anglia–Skócia | 2 : 1    |
| 1989. május 27.   | Hampden Park Stadion, Glasgow | egyik elődöntő  | Skócia–Anglia | 0 : 2    |

#### Nemzetközi kupamérkőzések
Vezetett Kupa-döntők száma: 3.

##### Interkontinentális kupa
Nemzetközi játékvezetői eredményességének egyik elismeréseként a FIFA JB-től megkapta a döntő találkozó koordinálását.
| Időpont            | Helyszín               | Mérkőzés típusa | Mérkőzés            | Eredmény | Nézők száma |
| ------------------ | ---------------------- | --------------- | ------------------- | -------- | ----------- |
| 1983. december 11. | Nemzeti Stadion, Tokió | döntő           | Grêmio–Hamburger SV | 2 : 1    | 62 000      |

##### UEFA-kupa
| Időpont          | Helyszín                       | Mérkőzés típusa        | Mérkőzés                   | Eredmény | Nézők száma |
| ---------------- | ------------------------------ | ---------------------- | -------------------------- | -------- | ----------- |
| 1985. május 8.   | Sóstói Stadion, Székesfehérvár | első döntő találkozó   | Videoton FC–Real Madrid CF | 0 : 3    | 35 000      |
| 1990. november 7 | Üllői úti Stadion, Budapest    | selejtező (2. forduló) | Ferencvárosi TC–Brøndby IF | 0 – 1    |             |

##### Bajnokcsapatok Európa-kupája
A játékvezetők egyik szakmai álma a BEK tornasorozat döntőjének vezetése, az Európai Labdarúgó-szövetség (UEFA) JB megbízta a döntő találkozó vezetésével. A 32. játékvezető – az 5. francia – aki BEK döntőt vezetett.
| Időpont       | Helyszín                               | Mérkőzés típusa | Mérkőzés                         | Eredmény | Nézők száma |
| ------------- | -------------------------------------- | --------------- | -------------------------------- | -------- | ----------- |
| 1986. május 7 | Ramón Sánchez Pizjuán Stadion, Sevilla | döntő           | FC Steaua București–FC Barcelona | 0 : 0    | 70 000      |

#### A magyar labdarúgó-válogatott mérkőzései (1902–1929)
| Időpont           | Helyszín                 | Mérkőzés típusa | Mérkőzés                   | Eredmény | Nézők száma |
| ----------------- | ------------------------ | --------------- | -------------------------- | -------- | ----------- |
| 1977. március 27. | Városi Stadion, Alicante | felkészülési    | Spanyolország–Magyarország | 1 : 1    | 25 000      |

## Sportvezetőként
1991-től a Francia Játékvezető Bizottság (JB) elnöke. 1991-től a FIFA Játékvezető Bizottságának (JB) tagja, instruktor (többek között a futsal labdarúgó játékvezetők vezetője), nemzetközi játékvezető ellenőr. 1996-tól az UEFA Játékvezető Bizottságában (JB) az oktatásért felelős, mellette játékvezető ellenőri feladatokat is ellát. A nemzetközi szövetségekben a műszaki eszközök - a játékvezetők közötti kommunikáció elősegítése - alkalmazásának szószólójaként ismert. 2003-ban belső konfliktusok miatt lemondott JB elnöki pozíciójából.

## Sikerei, díjai
1979-től 1989-ig, 1985 kivétellel, Franciaországban az Év Játékvezetője kitüntető címmel ruházták fel. 2006-ban Michel Vautrot-t kinevezték a tiszteletbeli légió lovagjának. Ő volt az első játékvezető, akit egymás után kétszer (1988-ban és 1989-ben) választottak meg a világ legjobb játékvezetőjének. A Seveux nevű kisvárosban teret neveztek el róla. Franciaországban két stadion is (Bouville illetve Gilley kisvárosokban) a nevét viseli.
A IFFHS (International Federation of Football History & Statistics) 1987-2011 évadokról tartott nemzetközi szavazásán 151, játékvezető besorolásával minden idők 21, legjobb bírójának rangsorolta, holtversenyben Mario van der Ende társaságában.
A 2008-as szavazáshoz képest 12 pozíciót hátrább lépett.
1993-ban a nemzetközi játékvezetés hírnevének erősítése, hazájában 10 éve a legmagasabb Ligában (osztályban) folyamatosan tevékenykedő, eredményes pályafutása elismeréseként, a FIFA JB felterjesztésére az 1965-ben alapított International Referee Special Award címmel és oklevéllel tüntette ki.